# Waldi
Waldi foi o primeiro mascote olímpico oficial. Criado para os Jogos Olímpicos de Verão de 1972 em Munique (Alemanha). Era um cão da raça Dachshund, popular raça de cães da Alemanha, que representa os atributos requeridos para atletas - resistência, tenacidade e agilidade. Waldi foi criado por Otl Aicher e modelado a partir de um cão real, um Dachshund de pelo longo nomeado Cherie von Birkenhof. A cabeça e cauda eram azuis e o corpo apresentava faixas com as outras cores olímpicas.